# Helena Vuković
Helena Vuković (Zagreb, 23. kolovoza 2000.), hrvatska judašica. 
5. na europskom kadetskom prvenstvu lipnja 2017., svjetska prvakinja na svjetskom kadetskom prvenstvu kolovoza 2017. godine u Čileu.
Pohađala je Gimnaziju Lucijana Vranjanina u Zagrebu.
Osvojila je zlatno odličje u kategoriji iznad 78 kg na Europskim sveučilišnim igrama 2024. predstavljajući Sveučilište u Zagrebu.
Dobitnica je Nagrade Dražen Petrović 2016. kao članica Hrvatske ženske kadetske reprezentacije.